# Le Ménil-Broût
Le Ménil-Broût é uma comuna francesa na região administrativa da Normandia, no departamento Orne. Estende-se por uma área de 3,46 km². Em 2010 a comuna tinha 171 habitantes (densidade: 49,4 hab./km²).